# Rafael Rubio Martínez
Rafael Rubio Martínez (Sant Marcel·lí, Ciutat de València, 1960) és un polític valencià, llicenciat en Geografia i Història per la Universitat de València.
Militant del PSPV-PSOE des de 1981, ha ostentat diversos càrrecs a la direcció del partit a nivell autonòmic com de la ciutat de València, on fou candidat a l'alcaldia a les eleccions municipals de 2003 rellevant a Ana Noguera i secretari general, desplaçant a José Luis Ábalos, entre 2000 i 2007, quan dimití pels resultats electorals negatius de la seua formació a les eleccions locals que liderava Carme Alborch. Ha estat regidor a l'ajuntament des de 1996 fins al 2011, i líder de l'oposició al govern municipal de Rita Barberà de 2003 a 2007. Després del seu pas per la corporació municipal, és designat portaveu socialista a la Diputació Provincial de València, dirigint l'oposició al president provincial Alfonso Rus, de 2007 a 2011.
En la seua etapa com a cap de l'oposició a l'Ajuntament de València, va criticar durament les gestions del PP durant el procés de requalificació del sòl de l'antic Estadi de Mestalla i per a la visita del Papa Benet XII a València.
Fou elegit diputat a les Corts Valencianes a les eleccions de 2011 i va ser vice-secretari del PSPV de la província de València així com membre Comitè Nacional del PSPV.
Fou nomenat subdelegat del govern a la província de València l'1 de juliol de 2020, i va ser cessat fulminantment el 13 de maig de 2021 per la seua presumpta implicació en una trama de corrupció urbanística amb Alfonso Grau i altres persones.